# Quintana del Pidio
Quintana del Pidio es un municipio y localidad española de la provincia de Burgos, en la comunidad autónoma de Castilla y León. Se encuentra en la comarca de La Ribera y forma parte del partido judicial de Aranda.

## Geografía
Quintana del Pidio se halla situada a 70 km de Burgos (capital provincial) y a 15 km de Aranda de Duero. El término municipal confina al norte y al oeste con Gumiel de Mercado, al este con Gumiel de Izán y al sur con Aranda de Duero.
Se accede a través de la N-I, salida 176, en Oquillas, desde la salida 171 en Gumiel de Izán o desde Aranda de Duero.

## Historia
Fray Valentín de la Cruz en su libro Burgos, guía completa de las tierras del Cid describe a Quintana de la siguiente manera: «a media legua corta, a la izquierda de Gumiel de Mercado, queda Quintana del Pidio (oppidum = castillo), villa de 365 habitantes cuya graciosa torre parroquial vigila los campos». Aunque según Gonzalo Martínez Díez en su libro Pueblos y alfoces burgaleses de la repoblación, su nombre deja claro cual fue su origen medieval: una Quintana, especie de latifundio agrario trabajado mediante el sistema de "quinteros", de un señor propietario o concesionario del rey, llamado Arpidio, Erpidio o Elpidio; lo que daría con el tiempo Quintana d'el Pidio.  
El origen de Quintana del Pidio parece estar asociado al monasterio benedictino. En sus comienzos, en el siglo XII, era una propiedad real; pero en 1190 Alfonso VIII de Castilla se lo permutó al monasterio de Santo Domingo de Silos a cambio de unos terrenos que poseía la Orden en Tordesillas. Desde entonces, cobran importancia sus viñedos. La importancia de Quintana la podemos apreciar en los vestigios que quedan de épocas pasadas, fundamentalmente su iglesia parroquial y algunas de sus casonas con escudos.
Así se describe a Quintana del Pidio en el tomo XIII del Diccionario geográfico-estadístico-histórico de España y sus posesiones de Ultramar, obra impulsada por Pascual Madoz a mediados del siglo XIX:

Villa con ayuntamiento en la provincia, audiencia territorial y capitanía general de Burgos (12 leguas), partido judicial de Aranda de Duero (2) y diócesis de Osma (11). Situada en una llanura, donde la combaten todos los vientos, siendo el N y O los que reinan con más frecuencia, y las enfermedades dominantes las calenturas y dolores de costado. Tiene 100 casas medianamente cómodas; la del ayuntamiento; escuela de primeras letras, a la que concurren 40 niños, dotada con 1.825 reales; una fuente de buenas aguas para el surtido de los vecinos, a unos 30 pasos N de la población; una iglesia parroquial (Santiago), con curato de término, servida por un cura párroco y un sacristán, un cementerio y 2 ermitas, bajo las advocaciones de Nuestra Señora de los Olmos y Santa Ana, uno y otros extramuros y a corta distancia. Su término confina N Gumiel del Mercado; E y S Gumiel de Izán, y O la Aguilera. El terreno es secano y contiene un monte poblado de enebros y encinas. Los caminos se hallan en mediano estado y dirigen a Gumiel del Mercado, Aranda, Burgos y otros pueblos inmediatos; Correos: se reciben de la capital del partido por valijero. Producciones: trigo de todas clases, algunas legumbres y vino de inferior calidad; cría ganado lanar y caza de liebres. Industria: la agrícola. Población: 112 vecinos, 407 almas. Capital productivo: 1.010.610 reales. Imponible: 90.868. Contribución: 20.869 reales 16 maravedíes.
Diccionario geográfico-estadístico-histórico de España y sus posesiones de Ultramar

## Demografía
Quintana del Pidio cuenta con una población de 152 habitantes (INE 2024).
| Gráfica de evolución demográfica de Quintana del Pidio entre 1842 y 2021                                            |
| |
| Población de derecho según los censos de población del INE Población de hecho según los censos de población del INE |

## Economía

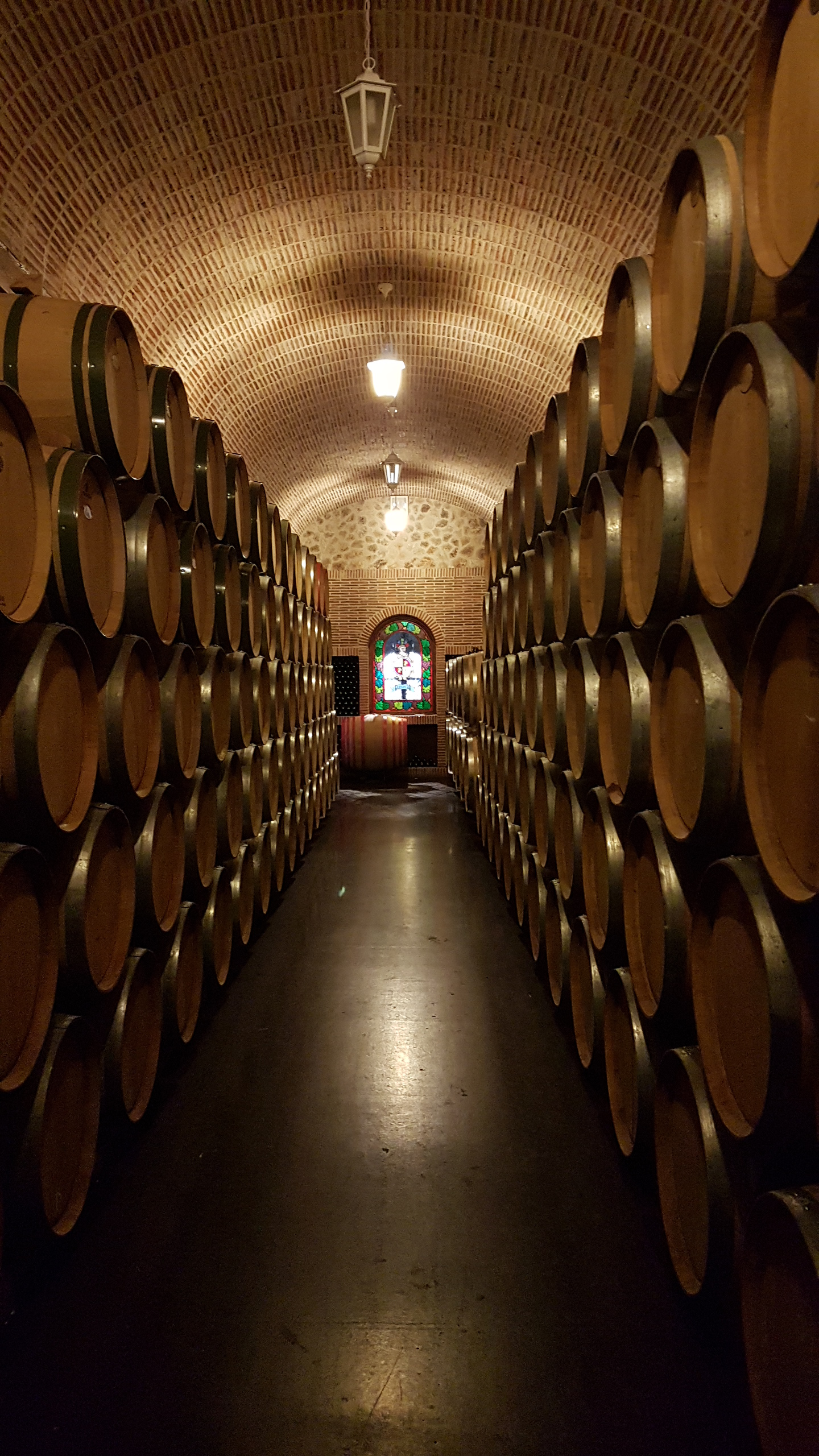
Barricas de vino en Bodegas Casajús, en Quintana del Pidio.

La actividad principal de la localidad es fundamentalmente agrícola destacando el sector vitivinícola, con importantes bodegas, cereales y algo de ganadería especialmente ovino. 

## Símbolos

### Escudo

Escudo de Quintana del Pidio

El escudo heráldico que representa al municipio fue aprobado el 23 de julio de 2001 con el siguiente blasón:

«– Partido. Primero, en oro pino ribereño de sinople, arrancado y frutado en oro. Surmontado de águila de sable, exployada. Segundo, en gules, tres coronas reales, en oro, abiertas puestas dos y una y báculo de oro. Entado en plata, racimo de uvas de sable y hoja de sinople. Al timbre corona real cerrada. – Estas Armas, expresan la naturaleza de Quintana del Pidio, arbolada y poblada de aves de altanería. El águila significa, además, la valía de algunas de las personalidades de la Villa, como Arpidio o el Cardenal Sancha. Se incluyen luego las tres coronas y el báculo de Santo Domingo de Silos como reconocimiento positivo del señorío benedictino sobre Quintana y, finalmente, el racimo de uvas manifiesta la calidad y esmero de sus vinos, fuente de riqueza para el vecindario.»
Boletín Oficial de Castilla y León nº 156 de 10 de agosto de 2001

### Bandera
La bandera municipal fue aprobada el 23 de julio de 2001 con la siguiente descripción textual:

«Cargada de aspa de 1.0 de ancho, verde y blanco sobre rojo (triángulos superior e inferior) y amarillo (triángulos laterales). En el centro de la Bandera se colocará el Escudo municipal»
Boletín Oficial de Castilla y León nº 156 de 10 de agosto de 2001

## Cultura

### Patrimonio

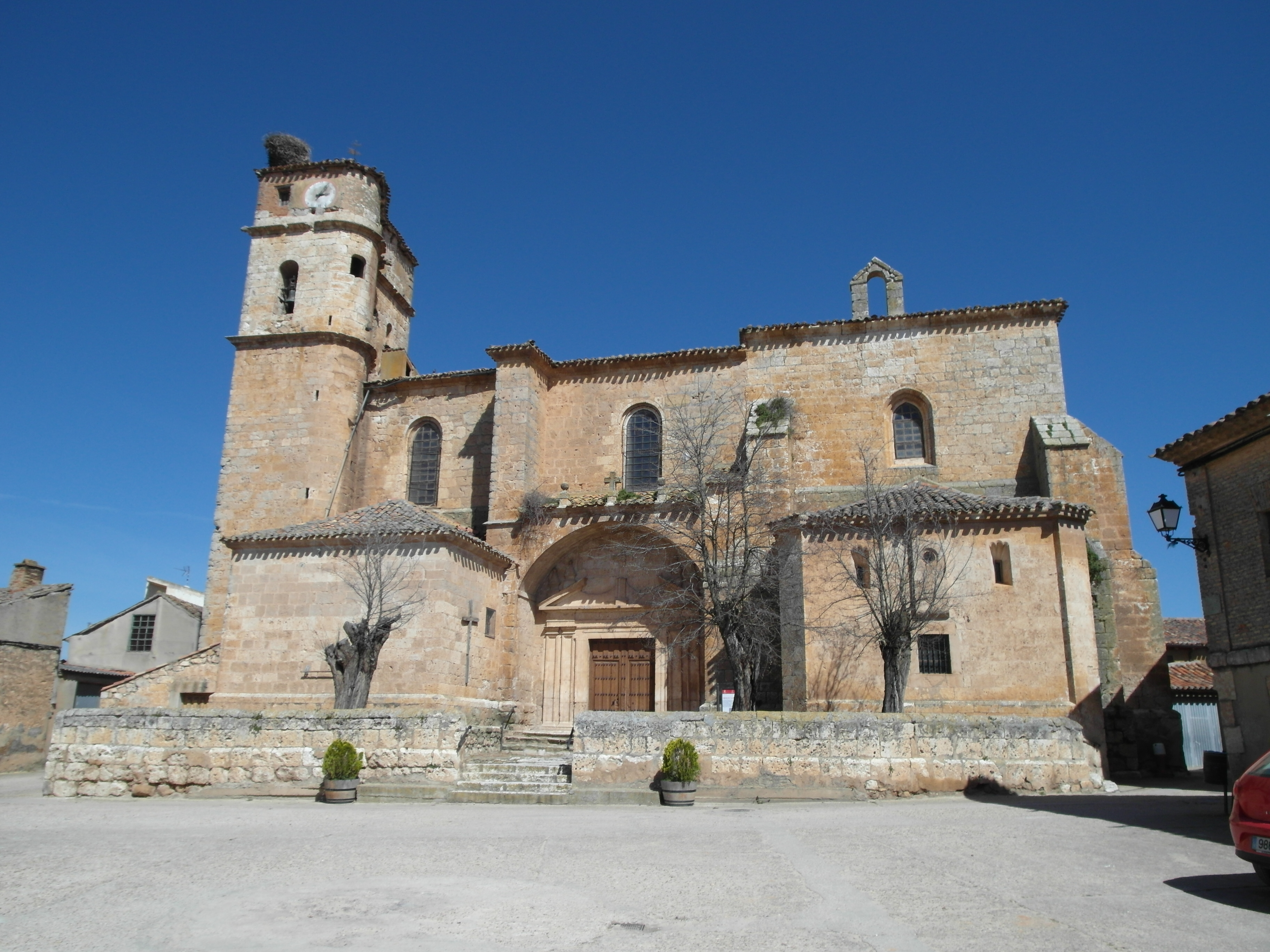
Iglesia de Santiago Apóstol en la Plaza Mayor

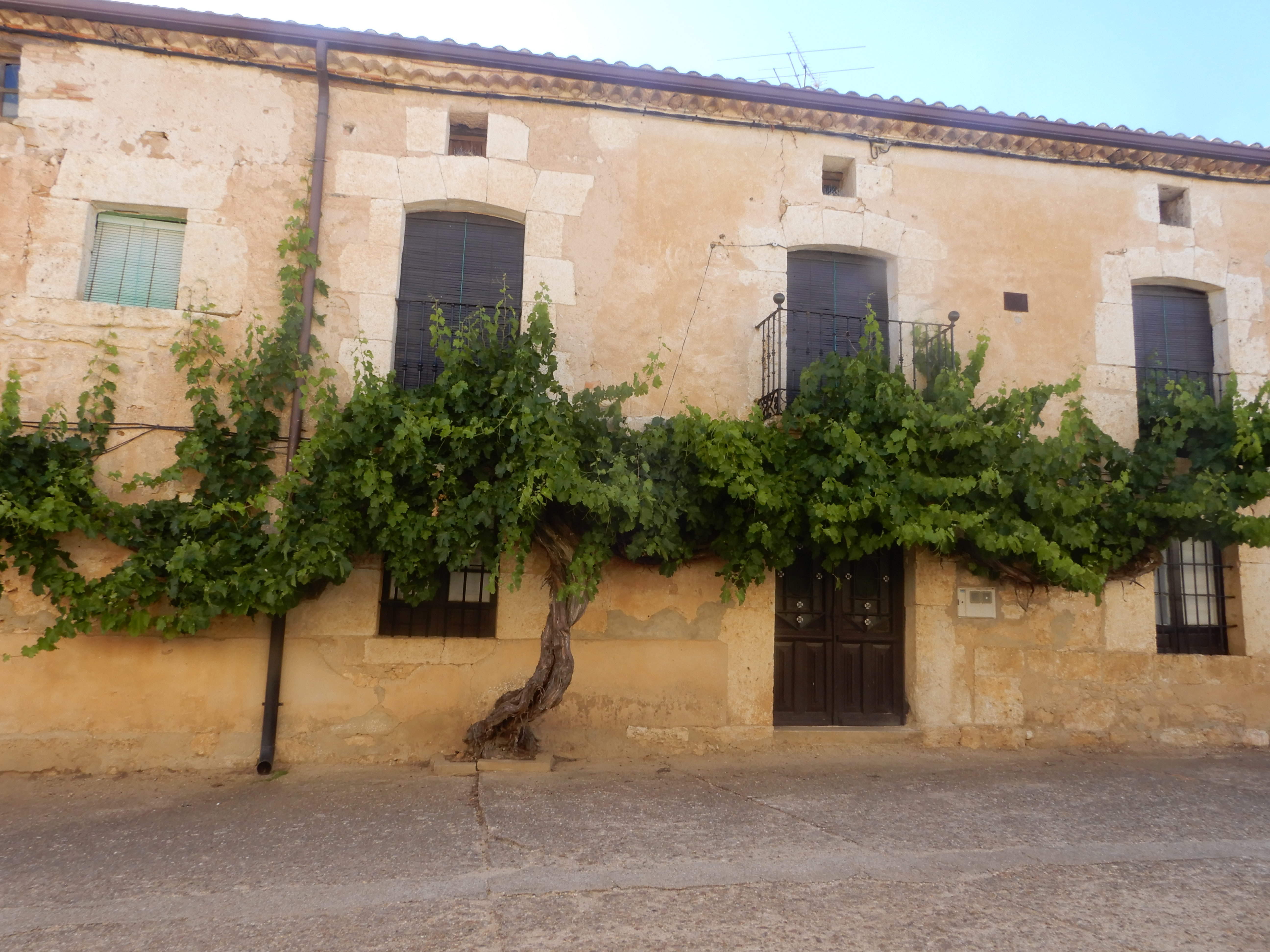
Parra centenaria de antes de la filoxera. La parra se extiende en horizontal por la fachada de dos casas de piedra

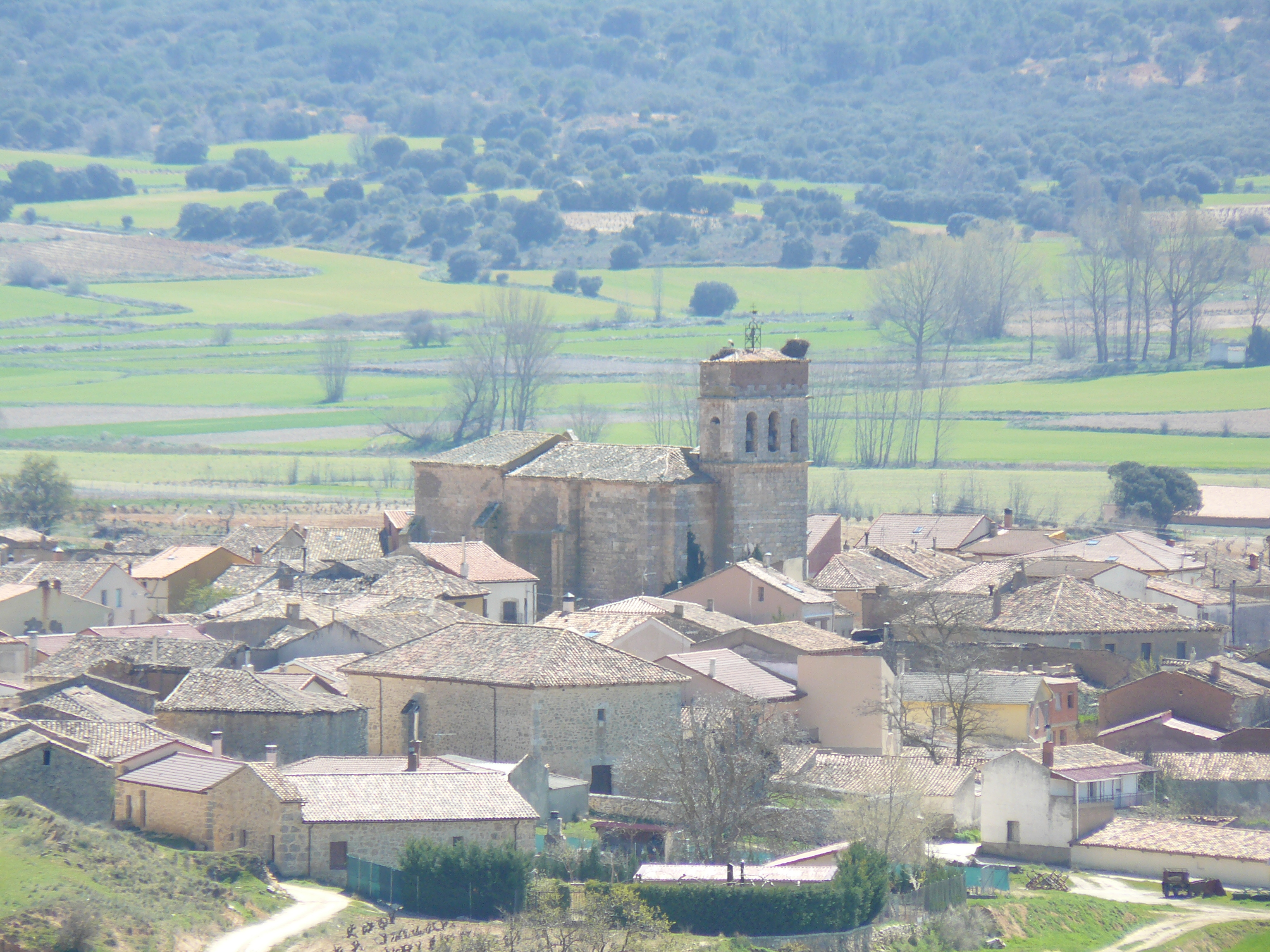
Vista del caserío de Quintana del Pidio. En el centro del caserío sobresale la iglesia. En primer plano la ermita de la Virgen de los Olmos

La iglesia parroquial está dedicada a Santiago Apóstol y se encuentra en la plaza Mayor. Es de estilo renacentista con transición al barroco. El pórtico es fechado en 1633. En la parte superior de la torre está ubicado el reloj cuya fachada de ladrillo no guarda relación con la torre. La parroquia forma parte del arciprestazgo de Roa, diócesis de Burgos.
Hay dos ermitas, una dedicada a la Virgen de los Olmos, que está situada en la zona cercana a los lagares. La otra ermita es la de Santa Ana, situada en el cementerio.
El núcleo de crecimiento se sitúa en la parte oriental dando lugar a un nuevo barrio de reciente construcción llamado El Salegar. En la parte occidental se encuentran las bodegas y lagares.

### Fiestas
Las fiestas patronales son el 25 de julio por el patrono Santiago Apóstol y el 8, 9, 10 de septiembre, las más importantes, en honor de Nuestra Señora Virgen de los Olmos.